# Girifalco
Girifalco är en ort och kommun i provinsen Catanzaro i regionen Kalabrien i Italien. Kommunen hade 5 789 invånare (2018).